# Bert Rigby, You're a Fool
 (juin 2024).
Si vous disposez d'ouvrages ou d'articles de référence ou si vous connaissez des sites web de qualité traitant du thème abordé ici, merci de compléter l'article en donnant les références utiles à sa vérifiabilité et en les liant à la section « Notes et références ».
Pour plus de détails, voir Fiche technique et Distribution.
Bert Rigby, You're a Fool est un film américain réalisé par Carl Reiner, sorti en 1989.

## Fiche technique
- Titre original : Bert Rigby, You're a Fool
- Réalisation et scénario : Carl Reiner
- Musique : Ralph Burns
- Pays de production :  États-Unis
- Sociétés de production : Lominar
- Sociétés de distribution : Warner Bros.
- Genre : Comédie musicale
- Durée : 94 minutes
- Date de sortie : 24 février 1989

## Distribution
- Robert Lindsay : Bert Rigby
- Robbie Coltrane : Sid Temple
- Cathryn Bradshaw : Laurel Pennington
- Anne Bancroft : Meredith Perlestein
- Corbin Bernsen : Jim Shirley
- Bruno Kirby : Kyle DeForest
- Jackie Gayle : I.I. Perlestein
- Carmen du Sautoy : Tess Temple
- Liz Smith : Mme Rigby
- Mike Grady : Mick O'Grady

## Distinctions
- 1 prix nommés aux Razzie Awards en 1990 :
  - Pire second rôle féminin (Anne Bancroft)